# Otchakov (croiseur, 1971)
Pour les autres navires du même nom, voir Otchakov (croiseur).
L'Otchakov (russe : Очаков) est un croiseur lance-missiles de la classe Kara ayant servi dans la flotte de la mer Noire de la Marine soviétique puis russe.
Il est désarmé en 2011 mais reste amarré à Sébastopol jusqu'au 3 mars 2014, date à laquelle il est remorqué et coulé comme blockship dans le chenal du lac Donouzlav, à Novoozerne, dans l'ouest de la Crimée, dans le cadre de la prise de la base navale sud,,. Quelques mois plus tard, il est renfloué et renvoyé à Inkerman en vue de sa mise au rebut.

## Historique
Sa quille est posée en Union soviétique le 25 décembre 1969, il est lancé le 30 avril 1971 et mis en service dans la flotte soviétique de la mer Noire le 4 novembre 1973. Le navire est construit dans le chantier naval 61 Kommunar à Nikolayev (Mykolaïv) sur la mer Noire. Il opère au sein de la Marine soviétique jusqu'en 1991, puis rejoint son successeur, la Marine russe. En 2000, le navire est désarmé pour des modifications et une réparation. En 2006, tous les travaux sur le navire sont interrompus et, en 2008, le navire est remorqué depuis Sevmorzavod.
Le 20 août 2011, le drapeau naval de l'Otchakov est descendu en vue d'une vente pour démolition navale,.

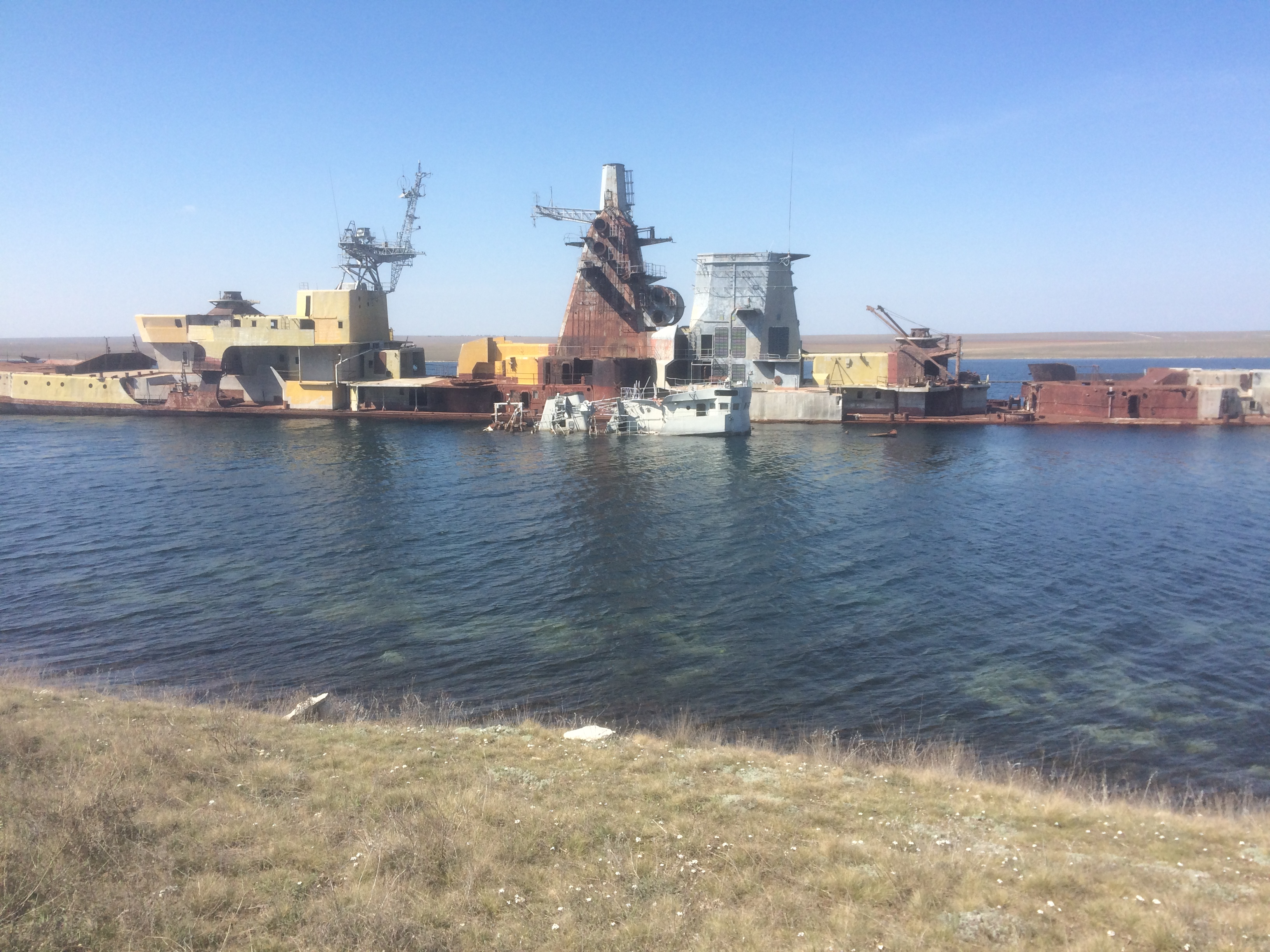
LOtchakov en 2017.

Le 6 mars 2014, lors de l'annexion de la Crimée par la fédération de Russie, des marins russes ont sabordé l'Otchakov (en tant que blockship) dans le lac Donouzlav à l'entrée de la baie de Donouzlav dans l'ouest de la Crimée, dans le but d'empêcher les navires de la Marine ukrainienne d'accéder à la mer Noire,. Pris au piège dans la baie, l'escadron ukrainien basé à la base navale du sud se rend sans qu'un coup de feu ne soit tiré. L'Otchakov est renfloué plusieurs mois plus tard et retourne à Inkerman pour attendre sa mise au rebut.